# Morden (London Underground)

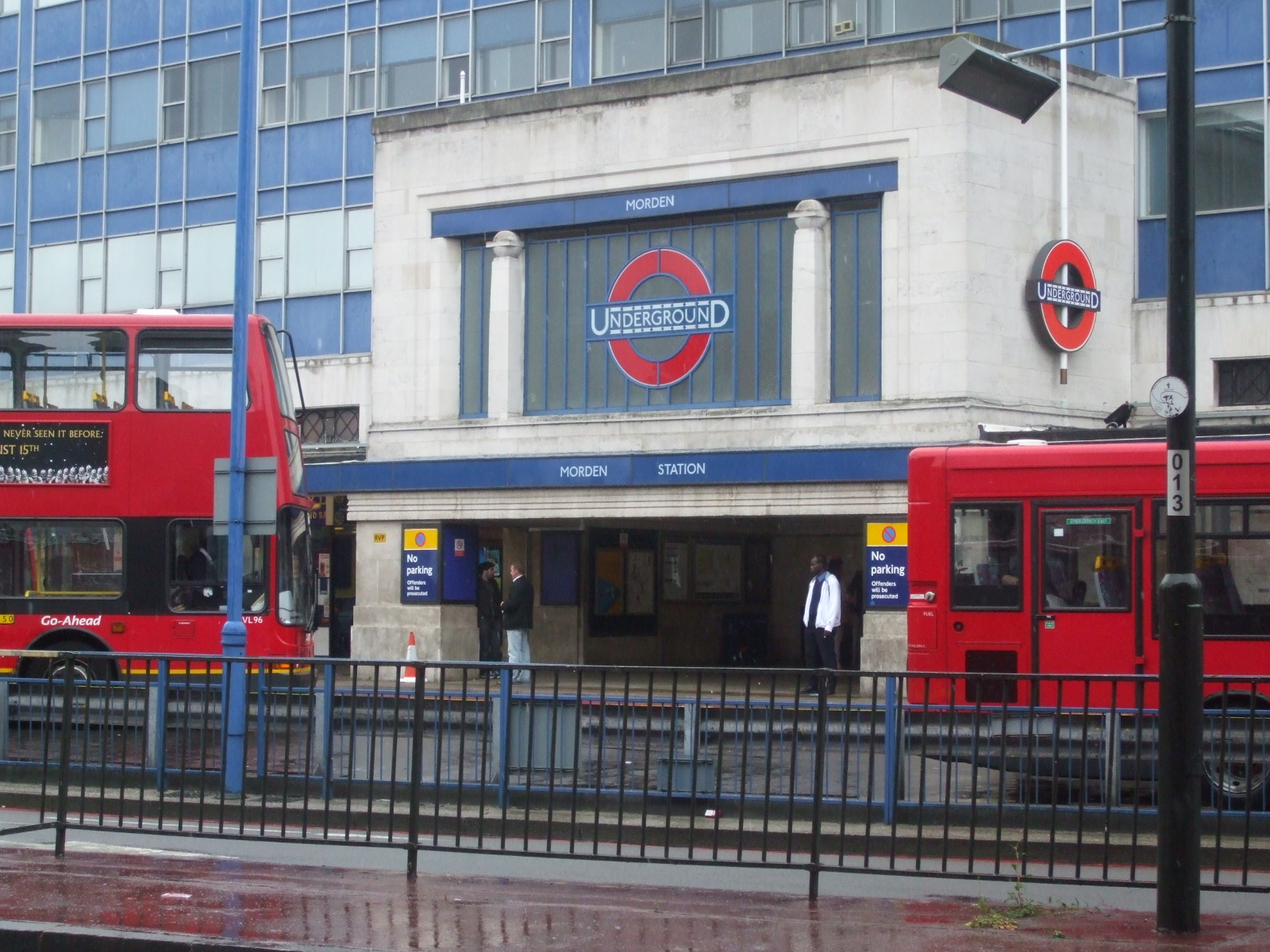
Stationsgebäude

Morden ist eine oberirdische Station der London Underground im Stadtbezirk London Borough of Merton. Sie ist die südliche Endstation der Northern Line und befindet sich in der Travelcard-Tarifzone 4. Diese am südlichsten gelegene Station der Londoner U-Bahn wurde im Jahr 2013 von 7,70 Millionen Fahrgästen genutzt.

## Anlage

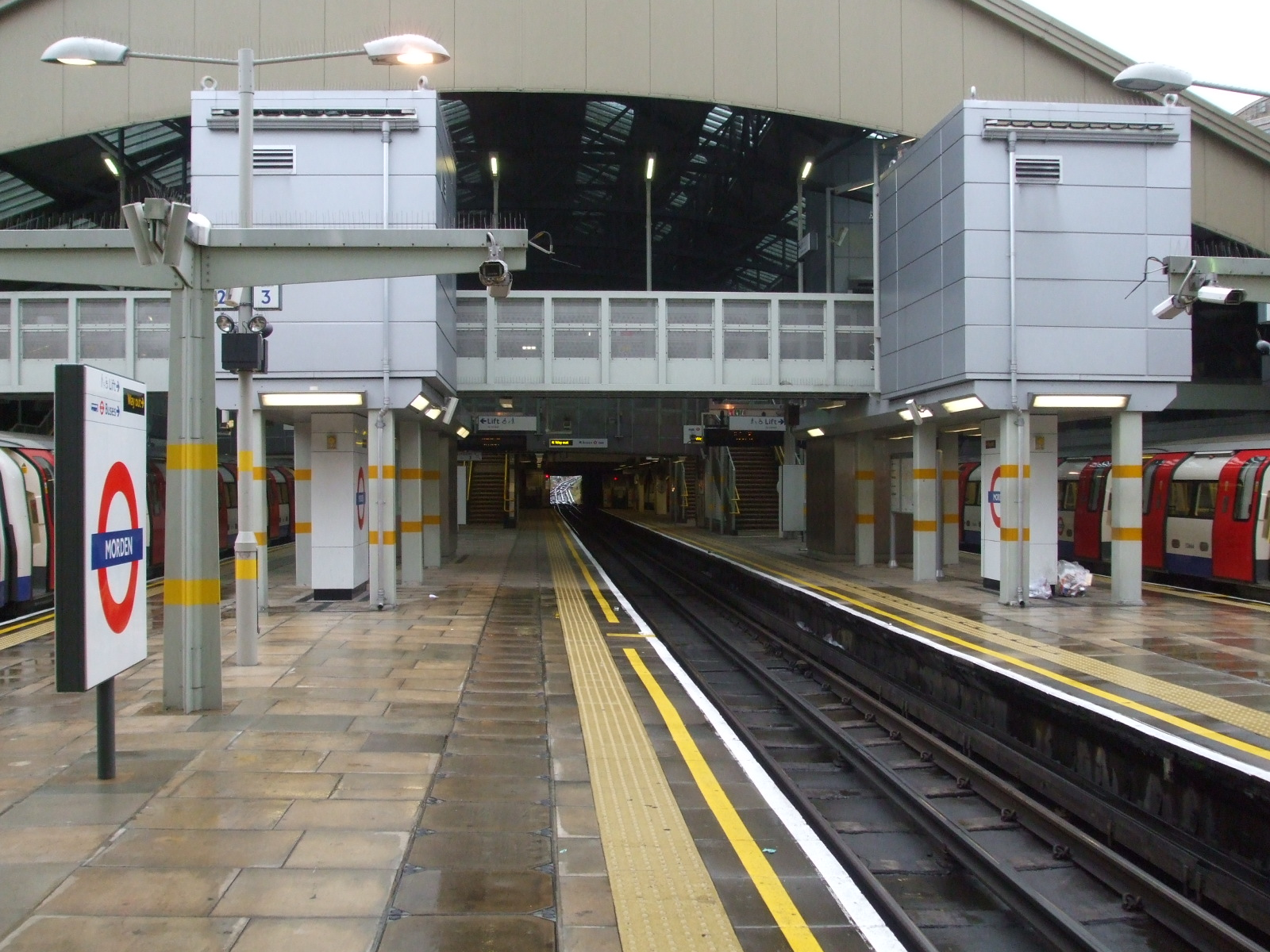
Die Mittelbahnsteige mit Zugangstreppen und der Bahnhofshalle

Im Gegensatz zu den übrigen Stationen des südlichen Streckenastes der Northern Line liegt Morden nicht im Tunnel, sondern in einem breiten Einschnitt. Das Portal des Tunnels befindet sich etwa zweihundert Meter weiter nördlich. Der Tunnel führt via Bank nach East Finchley und ist mit einer Länge von 27,8 Kilometern der längste der London Underground – für einige Jahre war er sogar der längste der Welt. Die Station verfügt über einen Seiten- und zwei Mittelbahnsteige, die alle überdacht sind.
Etwa einen halben Kilometer südlich der Station liegt neben der Abstellhalle die Hauptwerkstatt der Northern Line, in der die meisten Wartungsarbeiten an den Zügen durchgeführt werden (weitere Betriebswerkstätten und Depots befinden sich bei Golders Green und Highgate).

## Geschichte

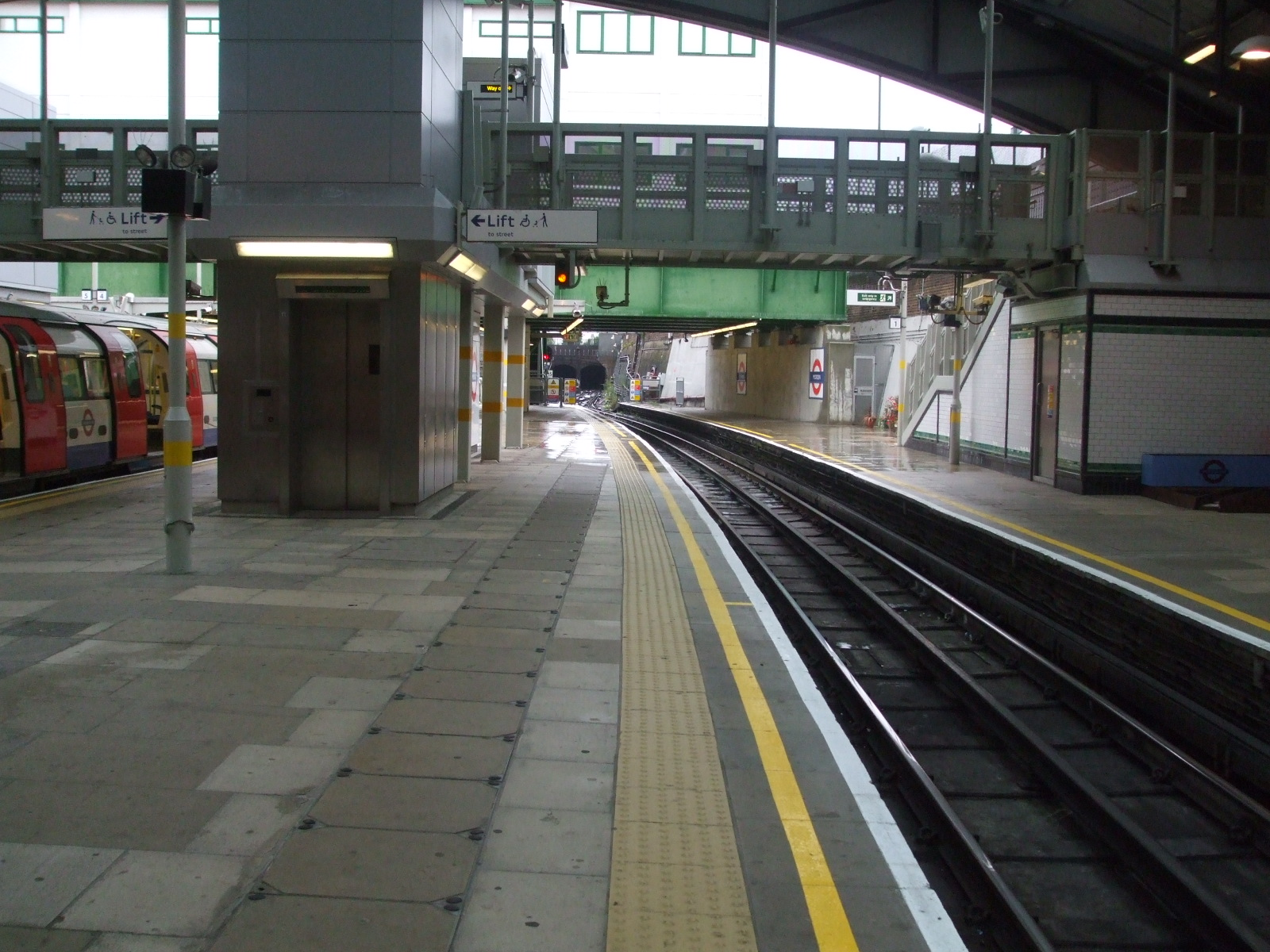
Blick Richtung Norden, im Hintergrund der Tunnelmund

Eröffnet wurde die Station am 13. September 1926 als Teil der südlichen Verlängerung der City and South London Railway (C&SLR), die von Clapham Common aus hierhin führte. Damals war Morden noch eine ländliche Gegend und die Station entstand auf kurz zuvor noch landwirtschaftlich genutztem Boden. Architekt Charles Holden hatte dadurch weitaus mehr Fläche zur Verfügung als bei den übrigen Stationen der neuen Strecke. Auf beiden Seiten des geräumigen Stationsgebäudes entstanden Ladenpassagen. Das Gebäude war so geplant worden, dass später mühelos weitere Stockwerke hinzugefügt werden konnten. Dies geschah jedoch erst in den 1960er Jahren, als ein Bürohochhaus entstand.
Von Anfang an diente Morden als Ausgangspunkt für zahlreiche Buslinien in die südlichen Stadtteile Londons und in den Norden der Grafschaft Surrey. Einige Jahre vor Baubeginn der Strecke nach Morden plante die Underground Group die Weiterführung der Strecke nach Sutton, auf einer oberirdischen Trasse, die 1910 von der Wimbledon and Sutton Railway (W&SR) geplant worden war. Der Erste Weltkrieg hatte die Bauarbeiten verhindert. Die Underground Group erlangte nach dem Krieg die Kontrolle über die Metropolitan Railway, die Hauptaktionärin der W&SCR. Sie erhielt die Erlaubnis, die Trasse selbst zu nutzen.
Doch die Southern Railway (SR) fürchtete die Konkurrenz der London Underground in ihrem Einzugsgebiet. Die Underground und die SR schlossen eine Vereinbarung ab, die die Verlängerung der C&SLR nach Morden ermöglichte, gleichzeitig ging die W&SR-Trasse an die SR über. Die Eisenbahnstrecke von Wimbledon nach Sutton wurde gebaut und als letzte Londoner Vororteisenbahn überhaupt am 5. Januar 1930 eröffnet. Südlich der Station Morden entstand eine neue Betriebswerkstatt, auf eine Verbindung zur Eisenbahnstrecke (es fehlten weniger als 200 Meter) wurde verzichtet.